# تار مرد عنکبوتی (کتاب کمیک)
تار مرد عنکبوتی نام دو مجموعه ماهانه مختلف کمیک با بازی مرد عنکبوتی است که از سال ۱۹۸۵ توسط مارول کامیکس منتشر شده‌است که جلد اول آن در ۱۲۹ شماره بین سال‌های ۱۹۸۵ تا ۱۹۹۵ منتشر شد و جلد دوم آن برای ۱۲ شماره بین ۲۰۰۹ و ۲۰۱۰.

## تاریخچه انتشار

### جلد ۱
اولین جلد تار مرد عنکبوتی توسط مارول کامیکس برای ۱۲۹ شماره بین آوریل ۱۹۸۵ و اکتبر ۱۹۹۵ منتشر شد. این عنوان جایگزین تیم مارول به عنوان سومین عنوان بزرگ مرد عنکبوتی آن زمان شد. تار مرد عنکبوتی سالانه برای ده شماره از سال ۱۹۸۵ تا ۱۹۹۴ منتشر شد.
این مجموعه با جلدی در آوریل ۱۹۸۵ توسط نویسنده لوئیز سیمونسون و مدادنویس گرگ لاروکراه اندازی شد و بازگشت لباس سیاه بیگانه مرد عنکبوتی را به نمایش گذاشت که سعی داشت با پیتر پارکر دوباره پیوند برقرار کند. پیتر دوباره با استفاده از زنگ‌های کلیسا توانست خود را از شر لباس خلاص کند و فرض بر این بود که بیگانه پس از آن مرده‌است. اولین شماره یک نقاشی روی جلد توسط هنرمند چارلز وس بود.
در شماره ۱۸ (سپتامبر ۱۹۸۶)، پیتر پارکر در مقابل قطاری که از روبرو می‌رود هل داده می‌شود. او با خود فکر می‌کند که نباید این اتفاق می‌افتاد، زیرا حس عنکبوتی او را از خطر هشدار می‌داد. نویسنده دیوید میشلینی گفته‌است که او این را به عنوان اولین نمایش «تیزر» شخصیت ونوم نوشته‌است، که قصد داشت در تاریخ بعدی او را معرفی کند. ونوم ترکیبی از ادی براک گزارشگر و لباس بیگانگان است. این لباس می‌توانست حس عنکبوتی مرد عنکبوتی را باطل کند، و این اولین سرنخ از پازلی بود که میشلینی قصد داشت برای معرفی ونوم ببافد.
تار مرد عنکبوتی سالانه #۲ (۱۹۸۶) داستان‌هایی را به تصویر می‌کشد که توسط آرتور آدامزو مایک میگنولا کشیده شده‌اند. ادامه تک شات مرد عنکبوتی در مقابل ولورین در شماره ۲۹ ظاهر شد.داستان «آخرین شکار کراوون» توسط نویسنده جی ام دی ماتیس و هنرمندان مایک زک و باب مک لئود در شماره ۳۱ (اکتبر ۱۹۸۷) آغاز شد.
داستان «تقدیر به نوجوانان» در شماره ۳۵ اولین تیم خلاق نویسنده گری کانوی و هنرمند الکس ساویوک را به نمایش گذاشت.«تار مرد عنکبوتی» شماره ۵۰ شامل حضور مهمان توسط چندین ابرقهرمان کوچک مارول مانند پوما، پرولر و راکت مسابقه بود. هولوگرام روی جلد شماره ۹۰ (ژوئیه ۱۹۹۲) سی امین سالگرد اولین حضور مرد عنکبوتی را رقم زد.کراس اوور چهار قسمتی با روح سوار/شعله ارواح انتقام در شماره ۹۵ (دسامبر ۱۹۹۲) آغاز شد. مرد عنکبوتی «زره عنکبوتی» را در داستان شماره ۱۰۰ توسط تری کاوانا و الکس ساویوک به تن کرد.
خط داستانی «حماسه کلون» در شماره ۱۱۷ (اکتبر ۱۹۹۴) آغاز شدو بن ریلی در شماره بعدی اسکارلت اسپایدر شد.
پس از شماره ۱۲۹ در اکتبر ۱۹۹۵، عنوان به تار اسکارات اسپایدر تغییر نام داد و دوباره از شماره ۱ شروع شد. پس از چهار شماره، این سری لغو شد تا جای خود را برای عنوان جدید مرد عنکبوتی پرشور باز کند.

### جلد ۲
در دسامبر ۲۰۰۹، جلد ۲ «تار مرد عنکبوتی» به عنوان یک عنوان گلچین جدید که جایگزین «خانواده مرد عنکبوتی شگفت‌انگیز» شد،با داستان اولیه نوشته جی ام. این عنوان همچنین به عنوان خانه جدید برای زن عنکبوتی بود که توسط تام دی فالکو نوشته شد و توسط رون فرنز تصویرسازی شد، شخصیتی که برای اولین بار در سایت مارول با عنوان زن عنکبوتی تماشایی ظاهر شد. این داستان‌ها شخصیت‌هایی مانند الکترو، راینو، مارمولک، و بسیاری دیگر از گالری سرکش‌های رنگارنگ مرد عنکبوتی را که هرکدام با عنوان «دستکش: ریشه‌ها، ...» به خط داستانی «دستکش» گره خورده‌اند، نشان می‌دهند. این مجموعه در نوامبر ۲۰۱۰ با شماره ۱۲ به پایان رسید.